# Quimsachata
Quimsachata  (posiblemente del aimara y quechua kimsa tres, y del puquina chata montaña) es un volcán extinto en los Andes del Perú. Se ubica en la Región Cusco, Provincia de Canchis, a unos 24 kilómetros (15 millas) al noroeste de la ciudad de Sicuani. Este volcán está construido a partir de dos centros separados, uno activo hace 11.500 años que formó un cono de escoria y un campo de lava y otro activo 4450 a. C. que formó dos flujos de lava y un domo de lava.

## Contexto geológico
El vulcanismo en el sur de Perú ocurre como parte de dos sistemas volcánicos distintos, los estratovolcanes de la Cordillera Occidental y los Volcanes del Altiplano Andino, que son típicamente sistemas pequeños con superficies de menos de 50 kilómetros cuadrados (19 millas cuadradas). De estos volcanes del Altiplano, algunos de ellos son rocas ultrapotásicas o enriquecidas en potasio y están dispuestas a lo largo de varios lineamientos. Uno de estos lineamientos está asociado con las fallas de Cusco y Vilcanota que separan el Altiplano en una porción occidental y oriental. Quimsachata se ubica a lo largo de este lineamiento central y aún activo, mientras que los otros dos lineamientos a cada lado del sistema de fallas estuvieron activos en el Oligoceno y Mioceno. Una variedad de tipos de rocas ocurren en asociación con estos lineamientos.

## Geología
El grupo Quimsachata consta de dos volcanes, el mismo Quimsachata y Oroscocha. Situados al pie de la Cordillera Oriental, son los volcanes jóvenes más septentrionales del Perú y se encuentran lejos del arco volcánico principal. Los mitos incas locales pueden referirse a la actividad volcánica en Quimsachata, y pueden haber incluido el evento en sus mitos de creación y prácticas religiosas a pesar de que la erupción ocurrió mucho antes de su civilización.
Quimsachata estaba formada por un cono de escoria y un campo de lava, junto al valle de Vilcanota. Estalló hace unos 11.500 años. Oroscocha (14 ° 05′48 ″ S 71 ° 22′00 ″ W) es un domo con dos flujos de lava asociados que alcanzan espesores de 20 metros (66 pies). El volcán cubre una superficie de 1,5 kilómetros cuadrados (0,58 millas cuadradas). Oroscocha surgió de una fisura alrededor del 4450 a. C. y el flujo modificó el curso del río Vilcanota.
Oroscocha está formada por rocas porfídicas félsicas ricas en fenocristales con una composición de riolita peraluminosa en los flujos y traquidacita en el domo, cuyo domo es más oscuro que los flujos de lava. También se encuentran inclusiones máficas con tamaños mayores en los flujos de lava que en la cúpula. El magma que dio origen a las rocas probablemente fue modificado por la inyección de lamprofiros mientras aún se encontraba en la cámara de magma. Quimsachata está formada por andesita rica en K.